# 米凯尔·斯塔勒
米凯尔·斯塔勒（Mikael Stahre，1975年7月5日—），瑞典足球教练，曾经是职业足球运动员。

## 教练生涯
斯塔勒曾是一名职业球员，但是很早就结束了球员生涯，2005年起先后担任AIK队U18教练和一线队助理教练，2007年开始主教练生涯，接手当时还在瑞典乙级联赛的瓦斯比联，两年三级跳成功升入瑞典超级联赛。升超后稳居联赛中游，该队系当时瑞超平均年龄最小的球队，其中就包括20岁便打上主力中卫的巴克曼。2009年回到老东家AIK，拿到联赛和杯赛双料冠军。2010年引进爱徒巴克曼，拿到超级杯冠军成就“三冠王”。2012年接过哥德堡教鞭，虽然没有拿到联赛冠军，但杯赛实现突破，被哥德堡球迷称为继“斯文·埃里克森之后最有影响力的教练”。2014年底离开哥德堡。
斯塔勒于2015年1月出任大连阿尔滨 (后易名为大连一方)主教练，在所执教的一个半赛季里，率队取得了2015赛季第三名的成绩。2016年7月，大连一方发布公告，宣布调整调整总经理、主教练及教练团队人选，斯塔勒不再担任主教练一职。

## 教练荣誉

### 球队荣誉
- 瑞典足球超级联赛：2009（AIK）
- 瑞典盃：2009（AIK）、2012-2013（哥登堡）
- 瑞典超级杯：2010（AIK）